# Goldschau

Goldschau este o comună din landul Saxonia-Anhalt, Germania.